# Samurai dokoro
Le samurai dokoro (侍所), « bureau des samouraïs », est une institution des shogunats Kamakura et Muromachi. Destiné avant tout à gérer les vassaux guerriers du shogunat (le terme « samurai » désigne à l'époque de Kamakura les guerriers qui sont au service d'un personne puissante), il est créé en 1180 par le shogunat Kamakura, quand Minamoto no Yoritomo nomme Wada Yoshimori président, le 17e jour du onzième mois de la quatrième année de Jishō (1180).
Le rôle du samurai-dokoro est de protéger le shogunat, de juger les criminels en temps de paix. Il est aussi chargé de l'organisation du service des hommes-liges du shogunat, les gokenin, donc leur mobilisation militaire en temps de guerre, et leur service de garde du régime en temps de paix. Il surveille aussi les gouverneurs militaires (shugo).
Le samurai-dokoro est dirigé par un haut dignitaire portant le titre de bettō, secondé par un autre administrateur, le shoshi.
Cette institution est reprise par le shogunat de Muromachi.